# أليسا ساذرلاند
أليسا ساذرلاند (بالإنجليزية: Alyssa Sutherland) وهي ممثلة وعارضة أزياء أسترالية ولدت في يوم 23 سبتمبر 1982 في مدينة بريزبان في كوينزلاند في أستراليا وحالياً تستقر في نيويورك في الولايات المتحدة وقد ظهرت صورها في مجلة فوغ.

## روابط خارجية
- أليسا ساذرلاند على موقع IMDb (الإنجليزية)
- أليسا ساذرلاند على موقع ألو سيني (الفرنسية)
- أليسا ساذرلاند على موقع قاعدة بيانات الفيلم (الإنجليزية)
- أليسا ساذرلاند على موقع دليل عارضات الأزياء (الإنجليزية)